# Bad Mitterndorf

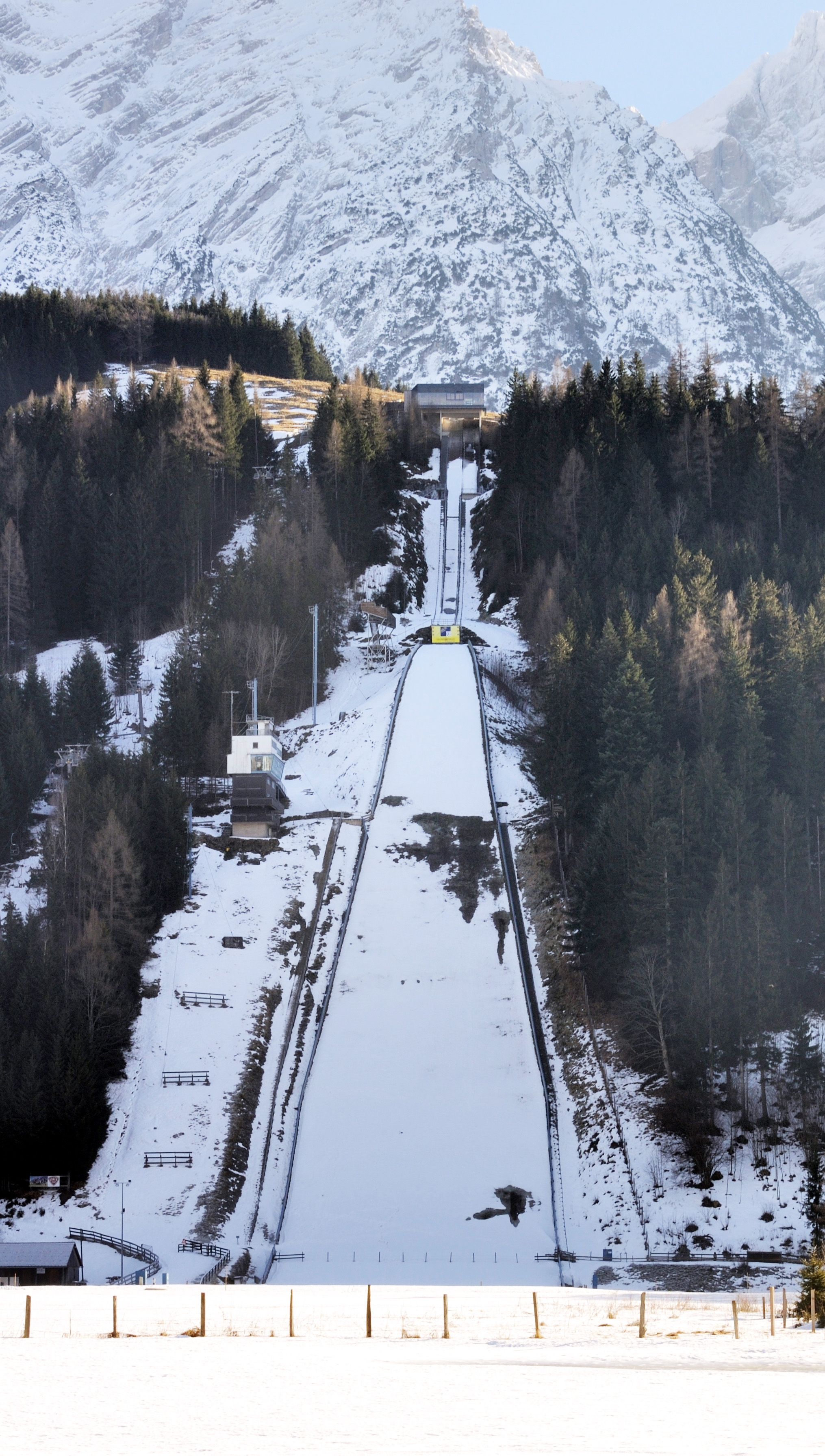
Kulm – skokanský můstek

Bad Mitterndorf (od 1. července 1972); do roku 1951 Mitterndorf, v letech 1952 až 1972 Mitterndorf im Steirischen Salzkammergut – tržní město s 4940 obyvateli (2021) v okrese Liezen ve štýrské Solné komoře v Rakousku. V rámci obecní strukturální reformy ve Štýrsku došlo v roce 2015 ke sloučení s dalšími dvěma obcemi, a to s obcí Pichl-Kainisch a s obcí Tauplitz. Od té doby zahrnuje obecní území celé údolí Hinterberg.

## Geografie
Dominantní horou v okolí je Grimming (2351 m) na jihu, který určuje panorama tohoto rekreačního střediska s další horou – Kammspitze (2139 m). Na východní hranici obce je dříve největší přírodní skokanský můstek na světě – Kulm. Do lyžařské a turistické oblasti Tauplitzalm vede zpoplatněná silnice.
Středem obce protéká od severozápadu potok Salzabach. Od roku 1949 je tento potok přehrazen a na jihovýchodním okraji obce tvoří 5,5 km dlouhou nádrž Salza.
2,5 km jižně od centra Bad Mitterndorfu, na soutoku Krunglbachu a Salzabachu, se nacházejí termální prameny Heilbrunn.

### Katastrální území
- Klachau (1.302,43 ha)
- Krungl (3.368,57 ha)
- Mitterndorf (7.869,71 ha)
- Pichl (2.983,70 ha)
- Tauplitz (4.092,29 ha)

### Části obce
- Äußere Kainisch (293 obyvatel) včetně Gamitz, Kainisch, Kranaweter und Prietal
- Bad Mitterndorf (1047)
- Furt (166) včetně Furtberg und Kulm
- Klachau (214) včetně Girtstatt und Schrödis
- Knoppen (181) včetně Berg und Melzen
- Krungl (156) včetně Graben
- Mühlreith (74) včetně Heimreith
- Neuhofen (535) včetně Neuhofen-Siedlung
- Obersdorf (304) včetně Melzen
- Pichl (198) včetně Reith

- Rödschitz (254) včetně Reith

- Sonnenalm (147)
- Tauplitz (581) včetně Greith und Hollam
- Tauplitzalm (14)
- Thörl (354)
- Zauchen (422)

Poznámka: Stav v roce 2021.

## Historie
V Liegllochu, jeskyni v Krahsteinstocku nad Tauplitzem, byly nalezeny nálezy, které naznačují, že tato jeskyně sloužila v mladší době ledové jako stanice pravěkých lovců. Jsou zde krby se spálenými kostmi jeskynních medvědů, kamenné čepele, špičáky jeskynních medvědů ve tvaru vrtáků atd. Další archeologické nálezy pocházejí z doby bronzové, na pile v Grubeggu byl nalezen bronzový meč.
Římané znali termální pramen Heilbrunn. Svědčí o tom nález římské kamenné památky. Zobrazuje tři nahé ženy vedle sebe. Každý si oběma rukama drží mušličku před břichem. Opodál stojí muž oblečený v tóze. Pravou ruku drží nad obětním oltářem. V blízkosti pramene byla nalezena také římská mince (Maxentius, 306–312).
V raném středověku zasahovalo slovanské osidlování i do údolí Hinterbergu. Z té doby se zachovala pomístní jména, např. Tauplitz, Rödschitz a Kumitz.
Spolu se zbytkem Štýrska se dnešní obec Bad Mitterndorf nakonec dostala pod vládu markrabat z rodu Traungau (1056). Církevně patřila východní část Hinterbergertalu pod salcburské arcibiskupství, západní část pasovské diecézi, hranice vedla zhruba stejně jako bývalá obecní hranice mezi Bad Mitterndorfem a Pichl-Kainischem..

## Sport
Krajina v okolí Bad Mitterndorfu je vhodná pro sportovní aktivity (pěší turistika, horolezectví, horská kola, běžecké lyžování). Jsou zde lyžařské sjezdovky.
V lednu se na skokanském můstku Kulm někdy konají závody Světového poháru ve skocích na lyžích, které pokaždé přilákají do obce kolem 50 000–75 000 fanoušků z celého světa.